# چایانه
چایانه (اسپانیایی: Chayanne‎؛ زادهٔ ۲۸ ژوئن ۱۹۶۸) با نام اصلی المر فیگوئروآ آرس که بیشتر با نام هنری چایانه شناخته می‌شود، یک خواننده و بازیگر پاپ لاتین پورتوریکویی تبار است. او به عنوان یک هنرمند انفرادی، ۲۱ آلبوم منتشر کرده و بیش از ۵۰ میلیون آلبوم در سراسر جهان فروخته است که او را به یکی از پرفروش‌ترین هنرمندان موسیقی لاتین تبدیل کرده است.
وی بازیگر فیلم‌هایی همچون الی مک‌بل و با من برقص بوده است.

## زندگی شخصی

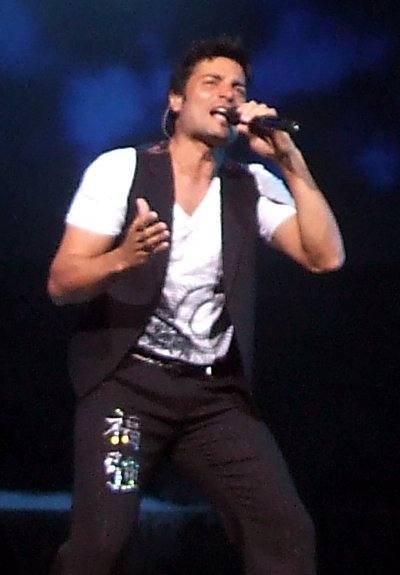
تصویری از چایانه

پدر فیگوئروآ آرس، کوئینتینو فیگوئروآ، مدیر فروش، و مادرش ایرما لوز آرس، یک معلم بود که در ۱۷ آوریل ۲۰۱۴ پس از مبارزه طولانی با سرطان درگذشت. او سومین نفر از پنج خواهر و برادر است. نام مستعار او "چایانه" توسط مادرش به افتخار عشق او به سریال تلویزیونی آمریکایی دهه ۱۹۵۰، بنام چایانه بود، به او داده شد.